# Nyctemera optata
Nyctemera optata là một loài bướm đêm thuộc phân họ Arctiinae, họ Erebidae.